# Pseudodryas albiluna
Pseudodryas albiluna är en fjärilsart som beskrevs av Max Wilhelm Karl Draudt 1932. Pseudodryas albiluna ingår i släktet Pseudodryas och familjen tandspinnare. Inga underarter finns listade i Catalogue of Life.